# Avenida Cali (estación)
La estación intermedia Avenida Cali hace parte del sistema de transporte masivo de Bogotá llamado TransMilenio, el cual fue inaugurado en el año 2000.

## Ubicación
La estación está ubicada en el noroccidente de la ciudad, más específicamente en la Avenida Medellín entre la carrera 85 y la Avenida Ciudad de Cali.
Atiende la demanda de los barrios La Granja, París Gaitán, Los Cerezos, La Española y sus alrededores.
En las cercanías están una estación de servicio Shell, el antiguo CAMI Hospital La Granja y la Institución Educativa Distrital Jorge Gaitán Cortés.

## Origen del nombre
La estación recibe su nombre de la vía por donde tiene acceso, la Avenida Ciudad de Cali. Esta avenida es la más occidental de Bogotá que recorre la ciudad desde Suba hasta Bosa.

## Historia
En el año 2000 fue inaugurada la fase I del sistema TransMilenio, desde el Portal 80, hasta la estación Tercer Milenio, incluyendo la estación Avenida Cali.

## Servicios de la estación

### Servicios troncales
| Tipo                                            | Rutas al Noroccidente | Rutas al Norte | Rutas al Sur |
| ----------------------------------------------- | --------------------- | -------------- | ------------ |
| Ruta fácil                                      | 6                     |                | 6            |
| Expresos todos los días todo el día             | D10                   | B10            |              |
| Expresos lunes a sábado todo el día             | D21 D24               |                | H21 J24      |
| Expresos lunes a viernes hora pico de la mañana |                       | B55            |              |
| Expresos lunes a viernes hora pico de la tarde  | D55                   |                |              |

### Esquema
| ← Occidente            |     |           |         |
| Avenida Ciudad de Cali |     | D10D21    | 6D24D55 |
| Puente                 |     | Vagón 2   | Vagón 1 |
| Avenida Ciudad de Cali |     | B10B55H21 | 6J24    |
| Oriente →              |     |           |         |
| Llegada alimentadores  |     |           |         |
|                        | 5-2 |           |         |

### Servicios alimentadores
Asimismo funciona la siguiente ruta alimentadora:
- 5-2 circular al sector de la Avenida Carrera 91

### Servicios urbanos
Así mismo funciona la siguiente ruta urbana del SITP en los costados externos a la estación, circulando por los carriles de tráfico mixto sobre la Calle 80, con posibilidad de trasbordo usando la tarjeta TuLlave:
| Código | Sector             | Dirección     | Rutas    |
| ------ | ------------------ | ------------- | -------- |
| 412A04 | D Br. La Granja II | AC 80 - KR 84 | T21      |
| 339A04 | D Br. París Gaitán | AC 80 - KR 84 | D214 T21 |

## Ubicación geográfica
| Noroeste: Engativá  | Norte: C 21 Ángeles                                      | Nordeste: Engativá          |
| Oeste: D Carrera 90 |                                                          | Este: D Granja – Carrera 77 |
| Suroeste: Engativá  | Sur: K Portal Eldorado - Centro Comercial Nuestro Bogotá | Sureste: Engativá           |